# Equazione di Hazen-Williams
L'equazione di Hazen-Williams è una relazione empirica che mette in relazione la portata dell'acqua in un tubo con le proprietà fisiche del tubo e la caduta di pressione causata dall'attrito. Viene impiegata nella progettazione di sistemi di tubazioni come quelli antincendio, di approvvigionamento idrico e di irrigazione. Prende il nome da Allen Hazen e Gardner Stewart Williams.
L'equazione di Hazen-Williams ha il vantaggio che il coefficiente C non è una funzione del numero di Reynolds, ma ha lo svantaggio di essere valida solo per l'acqua. Inoltre, non tiene conto della temperatura o della viscosità dell'acqua, pertanto è valida solo a temperatura ambiente e a velocità convenzionali.

## Forma generale
Henri Pitot scoprì all'inizio del XVIII secolo che la velocità di un fluido in una tubazione era proporzionale alla radice quadrata del carico piezometrico. Bisogna fornire energia per far fluire un fluido in un tubo e Antoine de Chézy scoprì che la perdita di carico idraulico era proporzionale al quadrato della velocità. Di conseguenza, la formula di Chézy mette in relazione la cadente piezometrica J (perdita di carico per unità di lunghezza) con la velocità del fluido V e il raggio idraulico R:
{\displaystyle V=C\cdot {\sqrt {R\cdot J}}}
La variabile C esprime la proporzionalità, ma non è una costante. Nel 1838 e nel 1839, Gotthilf Hagen e Jean Léonard Marie Poiseuille determinarono indipendentemente un'equazione della perdita di carico per il flusso laminare: l'equazione di Hagen-Poiseuille. Nel 1845, Julius Weisbach e Henry Darcy svilupparono l'equazione di Darcy-Weisbach, tuttavia, il fattore di attrito dell'equazione di Darcy-Weisbach risultava difficile da stimare, quindi nel 1906 Hazen e Williams fornirono una formula empirica più facile da usare. La forma generale dell'equazione mette in relazione la velocità media dell'acqua in un tubo con le proprietà geometriche del tubo e la cadente piezometrica.
{\displaystyle V=k\cdot C\cdot R^{0,63}\cdot J^{0,54}}
Dove:
- V è la velocità (in m/s)
- k = 0,849
- C è un coefficiente di scabrezza
- R è il raggio idraulico (in m)
- J è la cadente piezometrica

L'equazione è simile alla formula di Chézy ma gli esponenti sono stati adattati per interpolare meglio i dati provenienti da tipiche situazioni ingegneristiche, in questo modo il valore di C risulta costante su un'ampia gamma di valori degli altri parametri.